# Frederick Sanger
Frederick Sanger (ur. 13 sierpnia 1918 w Rendcomb, zm. 19 listopada 2013 w Cambridge) – angielski biochemik. Jest pierwszą osobą, która dwukrotnie otrzymała Nagrodę Nobla w dziedzinie chemii.

## Życiorys
Studiował w St John’s College na Uniwersytecie Cambridge. Z tym samym Uniwersytetem związał swoją karierę naukową.
Opracował pionierską metodę zastosowaną do ustalenia struktury białek, a zwłaszcza insuliny, za co w roku 1958 otrzymał pierwszą Nagrodę Nobla. Następnie zajął się kwasami nukleinowymi. W roku 1975 opracował enzymatyczną metodę sekwencjonowania DNA zwaną „metodą Sangera” lub „metodą dideoksy”. W 1980 za tę pracę przyznano mu nagrodę Nobla po raz drugi.
W roku 1986 został odznaczony Orderem Zasługi. Jednocześnie odmówił przyjęcia tytułu szlacheckiego, tłumacząc że nie chce być tytułowany sir. Laureat Medalu Copleya.